# Auretta Gay
Auretta Gay (Roma, 6 ottobre 1947 – Roma, 26 novembre 1996) è stata un'attrice italiana.
È nota principalmente per aver interpretato il ruolo di Susan Barrett in Zombi 2, horror divenuto un cult movie diretto da Lucio Fulci nel 1979. La sequenza in cui la Gay si immerge nelle acque dell'oceano e viene assalita da uno zombi è una delle più note del film. È stata anche diretta da uno dei maestri della commedia all'italiana, Pasquale Festa Campanile, in Il ladrone.

## Filmografia
- Brillantina rock, regia di Michele Massimo Tarantini (1979)
- Zombi 2, regia di Lucio Fulci (1979)
- Delitto in via Teulada, regia di Aldo Lado (1979)
- Ombre, regia di Mario Caiano e Giorgio Cavedon (1980)
- Il ladrone, regia di Pasquale Festa Campanile (1980)